# Vòng loại Cúp bóng đá U-23 các quốc gia châu Phi 2019
Vòng loại Cúp bóng đá U-23 các quốc gia châu Phi 2019 tổ chức tại châu Phi để tìm ra đội tuyển tham dự VCK Olympic 2020 diễn ra ở Tokyo. Ba đội có thành tích tốt nhất sẽ đại diện châu Phi tham dự Olympic Tokyo 2020. Sau vòng loại, Ai Cập, Bờ Biển Ngà và Nam Phi là ba đội sẽ đến Tokyo 2020.